# ヴェルトゥイユ＝シュル＝シャラント
ヴェルトゥイユ＝シュル＝シャラント （Verteuil-sur-Charente）は、フランス、ヌーヴェル＝アキテーヌ地域圏、シャラント県のコミューン。

## 地理

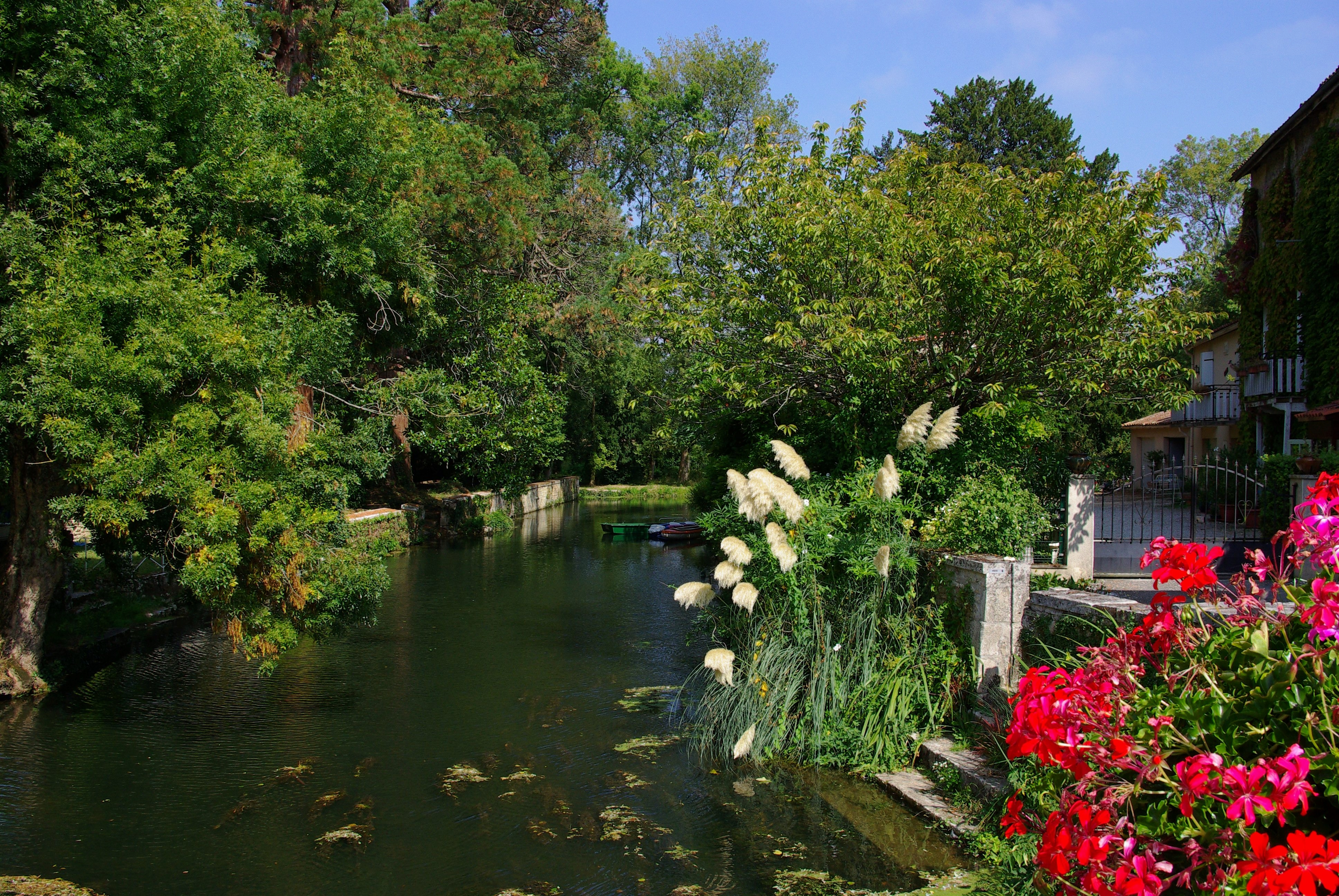
シャラント川

県北部リュフェコワ地方にあるヴェルトゥイユは、シャラント川沿いにある。リュフェックの南6km、アングレームの北38kmに位置する。町にはいくつかの地区があるが、人口の大半がヴェルトゥイユに集中している。川は北から南へ向けて流れ、湾曲部分にはいくつかの島が浮かび、町を2つに隔てている。
パリからアンダイエまでをつなぐ国道10号線が、コミューンの西側を6kmに渡って伸びる。
町は、リュフェックからヴァランス間をつなぐ県道26号線のような、小さな県道の交差地点である。
シャラント川の下流、町の近くに架かる橋は、50年前まで鉄道橋として使われていた。
最寄の鉄道駅はリュフェック駅で、TERポワトゥー＝シャラントの路線のほか、アングレーム、ポワティエ、パリ、ボルドーとつながるTGVが停車する。

## 歴史
12世紀初頭（1135年）、ヴェルトゥイユ城はアングレーム伯ヴュルグラン2世・ド・タイユフェルからの包囲に耐えなければならなかった。しかしその後、エメリ・ド・ラ・ロシュフコーによって復元されている。
百年戦争の間、ヴェルトゥイユ城は重要な役割を担った。
1360年のブレティニー条約で、ヴェルトゥイユとその周囲はイングランドに割譲された。しかし所有権を得るために、イングランド軍は町を包囲しなければならなかった。1385年、ブルボン公ルイ2世とジョフロワ・ド・ラ・ロシュフコーはイングランド軍制圧を目指し、町にこもるイングランド勢を包囲した。
ヴェルトゥイユに新教徒は十分なほどいた。16世紀のユグノー戦争では彼らの大きな影響があった。カトリックと新教徒の指導者たちが出席する会議がここでいくどか開催された。1567年、新教徒はヴェルトゥイユで第5回の教会会議を開いている。
フロンドの乱の時、『マキシム』の作者ラ・ロシュフコー公フランソワ6世が積極的な役割を担ったことを我々は知っている。ヴェルトゥイユ城はその後裁判所によって押収された。平和が訪れると、ラ・ロシュフコー公は城の所有権を回復し、引退して城で暮らした。
困難な時代に有名な人々がヴェルトゥイユの城で歓待を受けている。カール5世がフランス横断を認められると、彼はヴェルトゥイユの城に滞在し、アングレーム伯フランソワ2世の未亡人アンヌ・ド・ポリニャックにもてなされた。
1616年、ボルドーからの帰路で、ルイ13世は王妃アンヌ・ドートリッシュ、王太后マリー・ド・メディシスとともにヴェルトゥイユ城に滞在している。
1793年、ヴェルトゥイユの名でコミューンとなる。正式にヴェルトゥイユ＝シュル＝シャラントとなったのは1962年からである。

## 人口統計
| 1962年 | 1968年 | 1975年 | 1982年 | 1990年 | 1999年 | 2006年 | 2011年 |
| ------ | ------ | ------ | ------ | ------ | ------ | ------ | ------ |
| 803    | 802    | 719    | 770    | 714    | 718    | 717    | 603    |

参照元:1999年までEHESS、2004年以降INSEE

## 史跡
- サン・メダール教会 - 12世紀に小修道院として建てられた建物。
- 旧フランシスコ会派修道院 - 15世紀半ば。シャラント川の小島の上、サン・フランソワ通りに面している。現在は私有
- ヴェルトゥイユ城 - シャラント川を見下ろす戦略上の要所に建てられている。

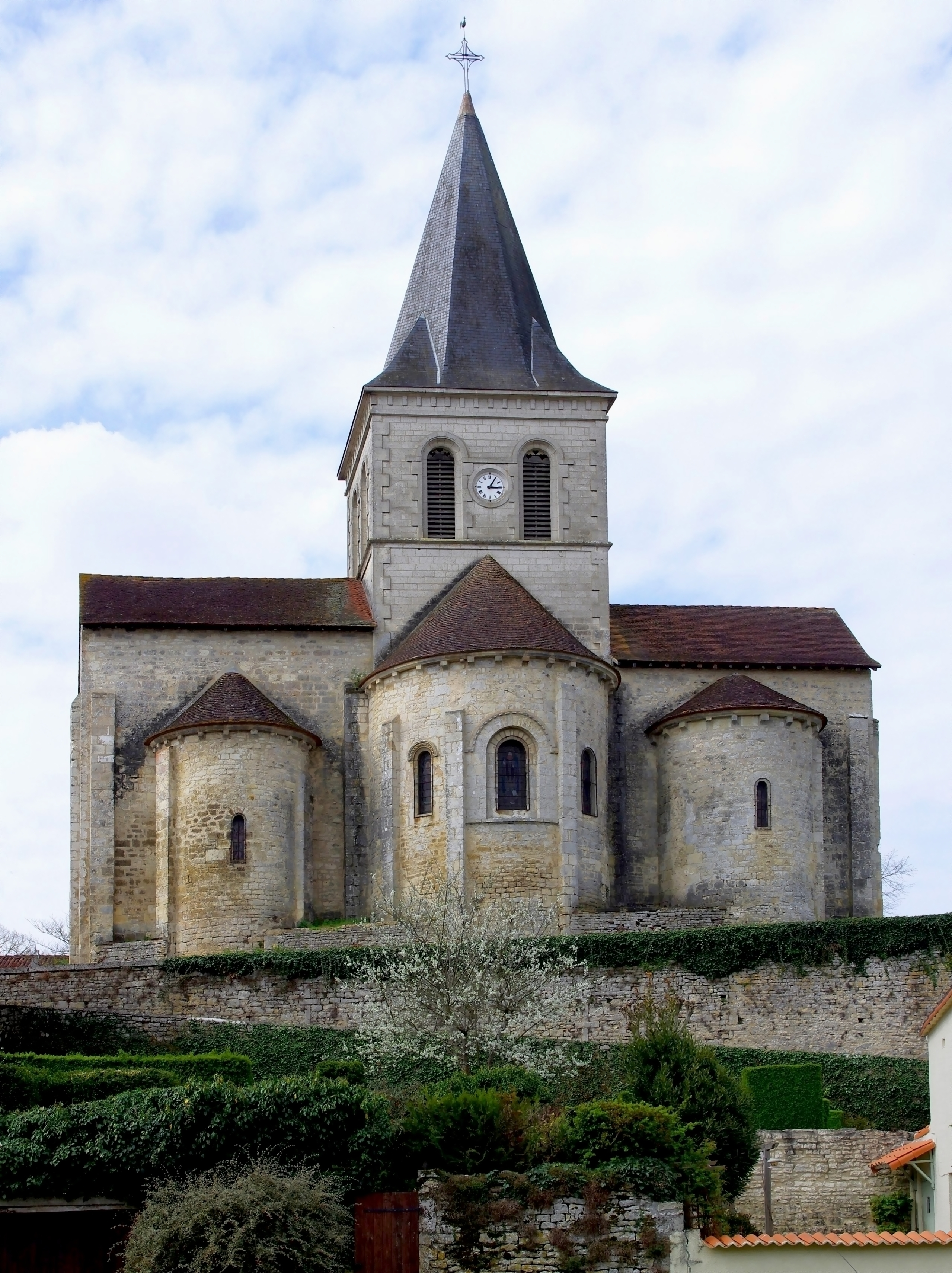
サン・メダール教会
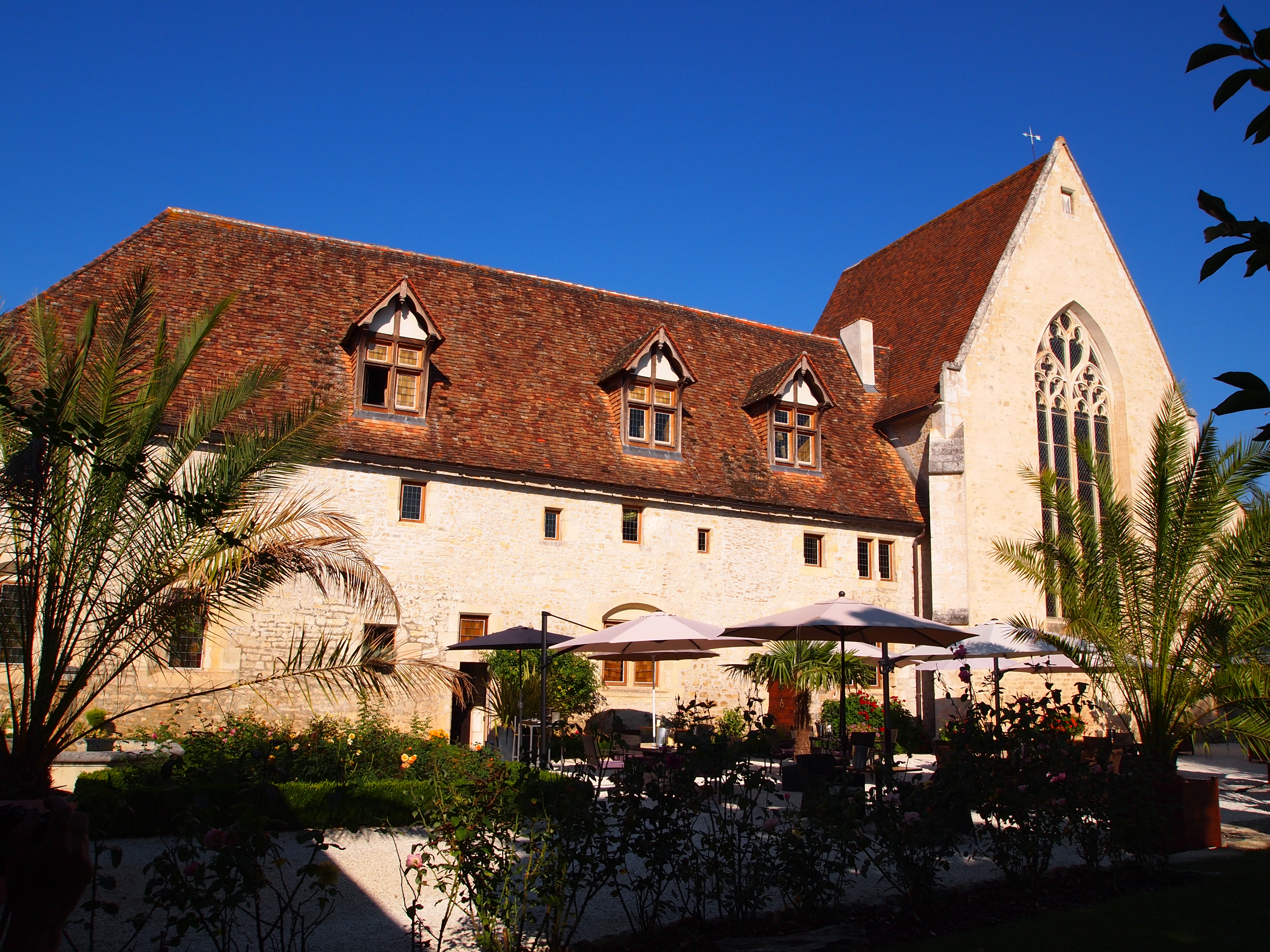
旧修道院
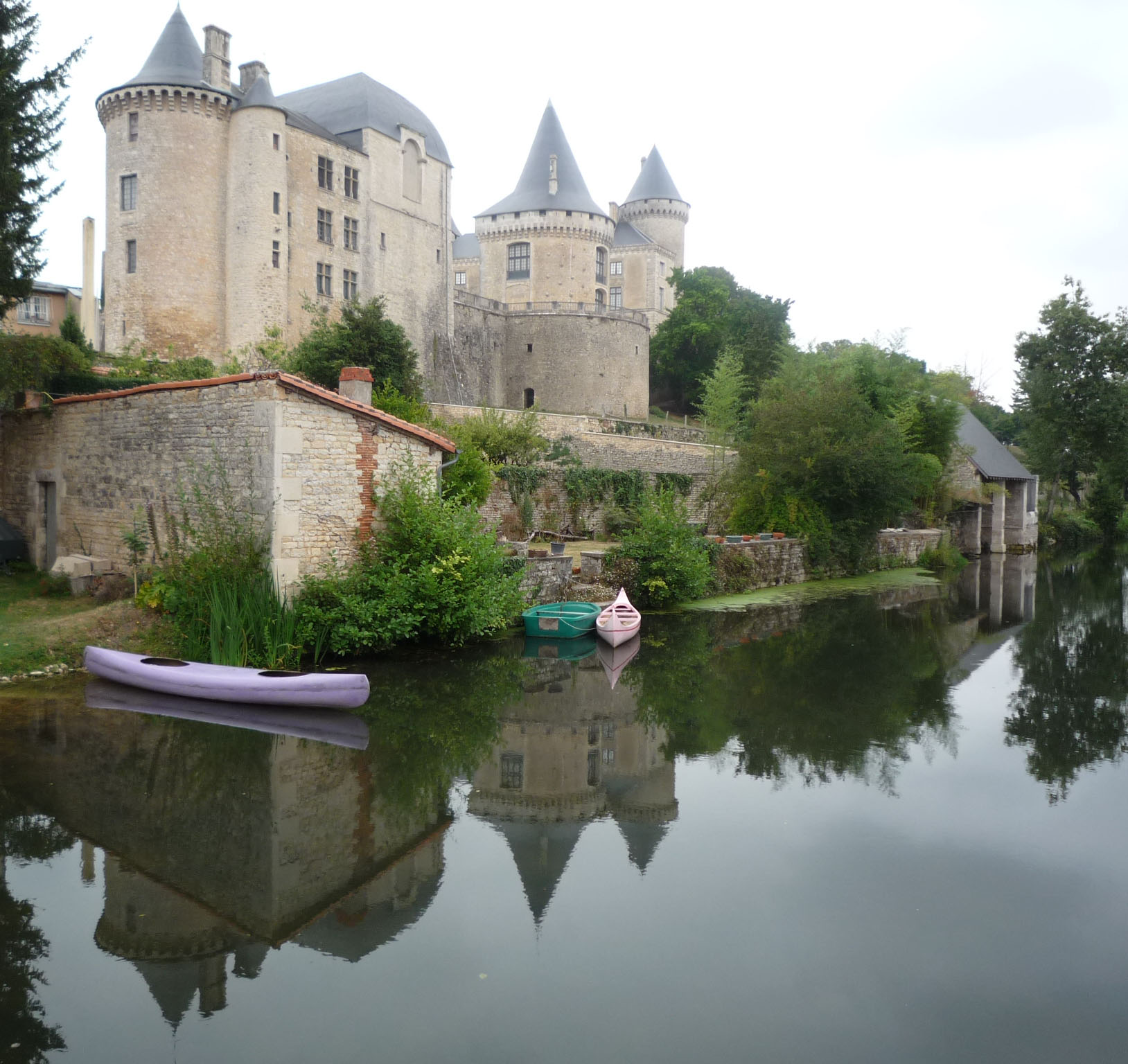
ヴェルトゥイユ城